# Feliniopsis distans
Feliniopsis distans är en fjärilsart som beskrevs av Moore 1882. Feliniopsis distans ingår i släktet Feliniopsis och familjen nattflyn. Inga underarter finns listade i Catalogue of Life.